# Schéma de développement commercial
En France, le schéma de développement commercial (SDC) est un document qui rassemble des informations sur l'activité commerciale et son environnement économique. Les SDC ont été supprimés par la loi relative à la nouvelle organisation territoriale de la République (loi dite "NOTRe"), du fait de leur absorption dans les schémas de cohérence territoriale, conformément aux préconisations contenues dans l'étude annuelle du Conseil d'État consacrée au droit souple. 

## Contenu
Il comporte une analyse prospective qui indique les orientations en matière de développement commercial et les secteurs d’activité commerciale à privilégier.
L’observatoire départemental d'équipement commercial élabore pour chaque département et en fonction des caractéristiques de celui-ci un ou plusieurs schémas de développement commercial couvrant l’ensemble de l’activité commerciale de ce département.

## Hiérarchisation juridique
En 2010, la Loi Grenelle II a précisé que ce schéma doit être compatible (au sens juridique du terme) avec le document d'orientation et d'objectifs des schémas de cohérence territoriale et les schémas de secteur